# آبانالی
آبانالی (به لاتین: Abanali) در هند است که در کارناتاکا واقع شده‌است.